# Eugenio Monti
Eugenio Monti (Dobbiaco, 23 gennaio 1928 – Belluno, 1º dicembre 2003) è stato un bobbista italiano.
Coraggioso e non sempre fortunato, è uno degli atleti più titolati nella storia di questa disciplina con 9 medaglie d'oro ai campionati mondiali, di cui 7 nel bob a due (in entrambi i casi è un record fino al 2021) e 6 medaglie olimpiche. Nonostante un episodio di lealtà sportiva avvenuto alle Olimpiadi di Innsbruck del 1964, non ha mai ricevuto la medaglia Pierre de Coubertin, un riconoscimento istituito appositamente nel 1997 (quindi trentatré anni dopo) dal Comitato Olimpico Internazionale per quegli atleti che dimostrano uno spirito di sportività nei Giochi olimpici: in realtà divenne il primo vincitore del Pierre de Coubertin World Trophy, da cui forse proviene il malinteso.
Gianni Brera lo soprannominò "Rosso Volante".

## Biografia
Era figlio di Ugo Monti, originario di Auronzo di Cadore, e di Adele Fabrizi, nata in Carnia. In giovane età si trasferì con la famiglia a Cortina d'Ampezzo e qui proseguì gli studi sino alla maturità scientifica. Conseguì i primi successi sportivi nel 1945 durante i campionati studenteschi di sci. Appena due anni dopo veniva notato dal giornalista Gianni Brera che gli affibbiò il soprannome "Rosso Volante" (allusione ai colori dei capelli e alla grinta) con cui fu sempre conosciuto.
Passato alle gare nazionali, nel 1949 diventava campione italiano di slalom gigante e nel 1950 di slalom gigante e speciale. Si distinse anche nella discesa libera, riuscendo a battere Zeno Colò (Chamonix) e arrivando secondo, per pochi decimi, a James Coutett (Mürren). Ad appena vent'anni Monti si presentava come una delle migliori promesse dello sci italiano, ma la sua carriera venne presto stroncata: il 23 gennaio 1951 cadde durante un allenamento al Sestriere rompendosi i legamenti del ginocchio; l'anno successivo un secondo incidente a Cervinia gli precludeva definitivamente l'attività agonistica.
Decise allora di dedicarsi al bob. Nel 1954 Eugenio Monti conquistò il suo primo titolo italiano, utilizzando un nuovo modello di bob creato a Cortina d'Ampezzo. Nel 1957, in coppia con Renzo Alverà, vinse il primo oro mondiale nel bob a due. All'Olimpiade di Cortina, nel 1956, vinse due medaglie d'argento, nel due (con Renzo Alverà) e nel quattro (con Ulrico Girardi, Renato Mocellini e Renzo Alverà). Alle Olimpiadi di Squaw Valley del 1960 non poté gareggiare in quanto questa gara non fu disputata per ragioni economiche (fu l'unica edizione dei giochi olimpici senza il bob). Nel 1960, a Cortina, divenne campione mondiale sia nel due che nel quattro. In tutta la sua carriera le medaglie mondiali diventeranno dieci (di cui nove d'oro) e quelle olimpiche sei (due d'oro, due d'argento e due di bronzo).
All'Olimpiade del 1964, a Innsbruck, vinse due medaglie di bronzo (con Sergio Siorpaes nel bob a due e con Sergio Siorpaes, Benito Rigoni, Gildo Siorpaes nel bob a quattro). In questa occasione compì un grande gesto di sportività. All'equipaggio britannico di Tony Nash e Robin Dixon si era rotto un bullone e Monti prestò loro il suo. I britannici vinsero la medaglia d'oro e Monti e Sergio Siorpaes presero la medaglia di bronzo. Rispondendo alle critiche della stampa italiana, Monti disse «Nash non ha vinto perché gli ho dato il bullone. Ha vinto perché è andato più veloce». In quell'Olimpiade fu anche il portabandiera durante la cerimonia d'apertura.
Il Saint Moritz Bobsleigh Club, il primo club di bob della storia, gli dedicò inoltre un monumento, chiamato Monti's bolt (il bullone di Monti), posto in uscita della curva 4 (Sunny Corner) del celebre tracciato Olympia Bobrun St. Moritz–Celerina, proprio in ricordo del gesto compiuto per Nash e Dixon, soci del club elvetico.
Infine, all'Olimpiade di Grenoble 1968, sulla pista dell'Alpe d'Huez, l'ormai quarantenne Monti riuscì a vincere la medaglia d'oro sia nel due con Luciano De Paolis sia nel quattro, con lo stesso De Paolis, Mario Armano e Roberto Zandonella. Il loro bob fu costruito in vetroresina dall'azienda di Gian Pietro Borgnolo e Giovanni Spangaro.
Fu nominato commendatore della Repubblica per meriti sportivi e poi si ritirò dall'agonismo per occuparsi dei suoi impianti di risalita a Cortina.

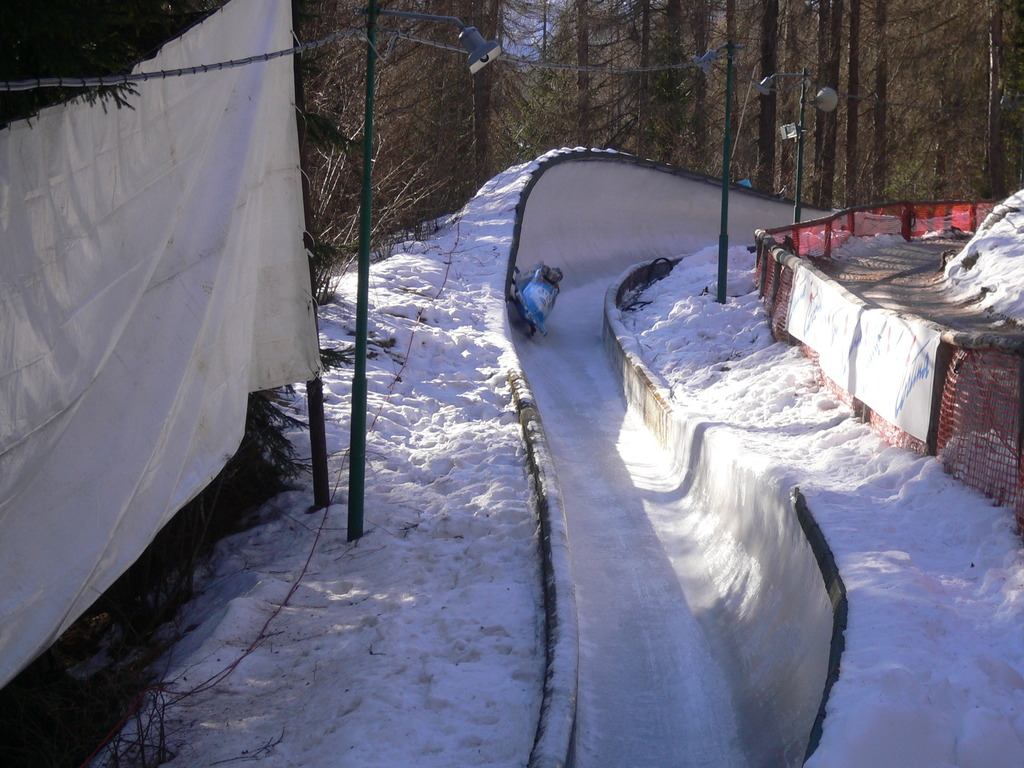
La pista olimpica Eugenio Monti a Cortina d'Ampezzo

Colpito da numerose traversie (la separazione dalla moglie, la partenza della figlia per gli Stati Uniti, la morte del figlio per overdose), affetto dalla malattia di Parkinson, il 30 novembre 2003 si sparò un colpo di pistola alla testa; trasportato all'ospedale di Belluno, morì il giorno successivo. Il suo fegato fu trapiantato.

### Riconoscimenti
- Nel 2004 gli fu dedicata la pista olimpica di bob di Cortina.[9][10]
- Gli fu intitolata una curva della pista olimpica di Torino 2006[11] di Cesana Pariol[12], utilizzata per le competizioni di bob, skeleton e slittino.[13]
- Nel maggio 2015, una targa a lui dedicata fu inserita nella Walk of Fame dello sport italiano a Roma, riservata agli ex-atleti italiani che si sono distinti in campo internazionale.[14][15]

## Palmarès

### Olimpiadi
- 6 medaglie:
  - 2 ori (bob a due, bob a quattro a Grenoble 1968)
  - 2 argenti (bob a due, bob a quattro a Cortina d'Ampezzo 1956)
  - 2 bronzi (bob a due, bob a quattro a Innsbruck 1964)

### Mondiali
- 10 medaglie:
  - 9 ori (bob a due a Sankt Moritz 1957; bob a due a Garmisch-Partenkirchen 1958; bob a due a Sankt Moritz 1959; bob a due, bob a quattro a Cortina d'Ampezzo 1960; bob a due, bob a quattro a Lake Placid 1961; bob a due a Igls 1963; bob a due a Cortina d'Ampezzo 1966)
  - 1 argento (bob a quattro Sankt Moritz 1957)

### Campionati italiani
- 12 medaglie:
  - 10 ori (bob a quattro nel 1954; bob a due nel 1955; bob a due nel 1958; bob a due, bob a quattro nel 1959; bob a due, bob a quattro nel 1960, bob a due nel 1961; bob a due, bob a quattro nel 1967)
  - 1 argento (bob a due nel 1966)
  - 1 bronzo (bob a quattro nel 1955)